# Igor Kaszkarow
Igor Aleksiejewicz Kaszkarow, ros. Игорь Алексеевич Кашкаров (ur. 5 maja 1933 w Małmyżu w obwodzie kirowskim) – radziecki lekkoatleta specjalizujący się w skoku wzwyż, uczestnik letnich igrzysk olimpijskich w Melbourne (1956), brązowy medalista olimpijski w skoku wzwyż.

## Sukcesy sportowe
| Rok  | Miasto    | Zawody                      | Konkurencja | Wynik         |
| ---- | --------- | --------------------------- | ----------- | ------------- |
| 1956 | Melbourne | Igrzyska olimpijskie        | skok wzwyż  | brązowy medal |
| 1957 | Paryż     | Światowe igrzyska studentów | skok wzwyż  | srebrny medal |
| 1958 | Sztokholm | Mistrzostwa Europy          | skok wzwyż  | 4. miejsce    |
| 1961 | Sofia     | Uniwersjada                 | skok wzwyż  | srebrny medal |

## Rekordy życiowe
- skok wzwyż – 2,12 (1959)